# Actinodura d'ulleres
L'actinodura d'ulleres (Actinodura ramsayi) és una espècie d'ocell de la família dels leiotríquids (Leiothrichidae) que habita boscos i matolls del sud de la Xina, Myanmar, nord-oest de Tailàndia, nord de Laos i del Vietnam.

## Taxonomia
El Handbook of the Birds of the World considera que les poblacions del sud de la Xina, nord de Vietnam i est de Birmània pertanyen en realitat a una espècie diferent:
- Actinodura ramsayi (sensu stricto) - actinodura d'ulleres occidental[3]
- Actinodura radcliffei Harington, 1910 - actinodura d'ulleres oriental[4]